# Sobarocephala affinis
Sobarocephala affinis är en tvåvingeart som beskrevs av Johnson 1913. Sobarocephala affinis ingår i släktet Sobarocephala och familjen träflugor. Inga underarter finns listade i Catalogue of Life.